# سیارک ۴۳۹۵۷
سیارک ۴۳۹۵۷ (به انگلیسی: 43957 Invernizzi، نامگذاری:1997CL13) چهل و سه هزار و نهصد و پنجاه و هفتمین سیارک کشف شده‌است که در ۷ فوریه ۱۹۹۷ کشف شد.